# Козлодуйска низина
Козлоду̀йската низина̀ е низина в Северозападна България, в Западната Дунавска равнина, в Област Враца.
Разположена е между река Дунав на север, долината на река Огоста на изток и югоизток, а на запад низината плавно се издига към льосовото плато Златията.
Дължината на низината е 15,3 km, широчината ѝ варира от 4 до 6 km, а площта ѝ е около 45,2 km2. Низината представлява наносна равнина издигната от 3 до 6 м над река Дунав, запълнена с речни наноси с дебелина до 20 м. Заливната част има 40,2 km2 площ и е слабо нахълмена от дълги и ниски ридове (т.н. гредове) с височина от 7 до 10 м. В миналото заливната част на низината е била заблатена – благтата Плоска и Слана. Нивото на подпочвените води е много високо. Проведени са отводнителни мероприятия и са изградени крайречни диги край Дунав, Огоста и Скът. Почвите са алувиални и блатно-ливадни.
Незаливната част, с площ от около 5 км2 е остатък от ниски надзаливни тераси на река Дунав и лежи на 10 – 20 м над реката. Обхваща района главно на град Козлодуй. Изградена е от речни наноси, подпочвените води са по-надълбоко, а почвите са черноземни и наносни карбонатни. От растителните видове са разпространени върба, топола и черна елша.
Обработваемите земи са заети със зърнени, технически, влакнодайни, маслодайни и зеленчукови култури.
В низината са разположени 5 населени места: град Козлодуй и селата Хърлец, Гложене, Бутан и Крива бара.
В средата на низината е изградена атомната електроцентрала „Козлодуй“.
В северната част на низината на протежение от 18,8 км преминава участък от второкласен път № 11 от Държавната пътна мрежа Видин – Лом – Оряхово – Никопол, а в югоизточната част – 11,3 км от третокласен път № 101 от Държавната пътна мрежа Враца – Бойчиновци – Хайредин – Гложене.

## Топографска карта
- Лист от карта K-34-12. Мащаб: 1 : 100 000.
- Лист от карта K-34-24. Мащаб: 1 : 100 000.